# Angel in the Night
"Angel in the Night" é uma canção de Basshunter. O single foi lançado em 29 de setembro de 2008.

## Lista de faixas
| CD maxi single (29 de setembro de 2008) |                                                 |         |  |
| N.º                                     | Título                                          | Duração |  |
| 1.                                      | "Angel in the Night (Radio Edit)"               | 2:57    |  |
| 2.                                      | "Angel in the Night (Soulseekerz Radio Edit)"   | 2:44    |  |
| 3.                                      | "Angel in the Night (Extended Mix)"             | 5:18    |  |
| 4.                                      | "Angel in the Night (Soulseekerz Extended Mix)" | 7:47    |  |
| 5.                                      | "Angel in the Night (Ali Payami Remix)"         | 6:37    |  |
| 6.                                      | "Angel in the Night (Headhunters Remix)"        | 5:38    |  |

| CD single (2008) |                                               |         |  |
| N.º              | Título                                        | Duração |  |
| 1.               | "Angel in the Night (Radio Edit)"             | 2:57    |  |
| 2.               | "Angel in the Night (Soulseekerz Radio Edit)" | 2:44    |  |

| 12-inch single (2008) |                                                 |         |  |
| N.º                   | Título                                          | Duração |  |
| 1.                    | "Angel in the Night (Headhunters Remix)"        | 5:38    |  |
| 2.                    | "Angel in the Night (Extended Remix)"           | 5:18    |  |
| 3.                    | "Angel in the Night (Soulseekerz Extended Mix)" | 7:46    |  |
| 4.                    | "Angel in the Night (Ali Payami Remix)"         | 6:37    |  |

| Descarga digital (28 de novembro de 2008) |                                   |         |  |
| N.º                                       | Título                            | Duração |  |
| 1.                                        | "Angel in the Night (Radio Edit)" | 2:53    |  |
| 2.                                        | "Go Down Now"                     | 4:54    |  |

## Posições nas tabelas musicais
| Críticas profissionais | Críticas profissionais |
| Avaliações da crítica  | Avaliações da crítica  |
| Fonte                  | Avaliação              |
| ---------------------- | ---------------------- |
| Digital Spy            | [ 6 ]                  |
| Skiddle                | [ 7 ]                  |

| Tabela musical (2008)                         | Melhor posição |
| --------------------------------------------- | -------------- |
| Europa (Billboard European Hot 100 Singles)   | 43             |
| Irlanda (IRMA)                                | 10             |
| Slovakia (Radio Top100 Oficiálna)             | 43             |
| Comunidade dos Estados Independentes (Tophit) | 248            |
| Suécia (Sverigetopplistan)                    | 50             |
| Reino Unido (UK Singles Chart)                | 14             |
| Reino Unido (UK Dance Chart)                  | 7              |

## Certificações
| Região            | Certificação | Vendas  |
| ----------------- | ------------ | ------- |
| Reino Unido (BPI) | Prata        | 200.000 |